# 루카 로트코비치
루카 로트코비치(세르비아어: Лука Ротковић, 영어: Luka Rotković, 1988년 7월 5일 ~ )는 몬테네그로 국적의 전 축구 선수로, 과거 포워드로 활약하였다.

## 클럽 경력

### 안산 그리너스 FC
안산 그리너스 FC의 창단 후 첫 외국인 선수이다.